# Ottoland
Ottoland est un village qui fait partie de la commune de Molenlanden dans la province néerlandaise de Hollande-Méridionale.

## Histoire
Ottoland a été une commune indépendante jusqu'au 1er janvier 1986. Elle a fusionné avec Bleskensgraaf en Hofwegen, Brandwijk, Goudriaan, Molenaarsgraaf, Wijngaarden et Oud-Alblas pour former la nouvelle commune de Graafstroom.
En 1857, Ottoland absorbe l'ancienne commune de Laagblokland.

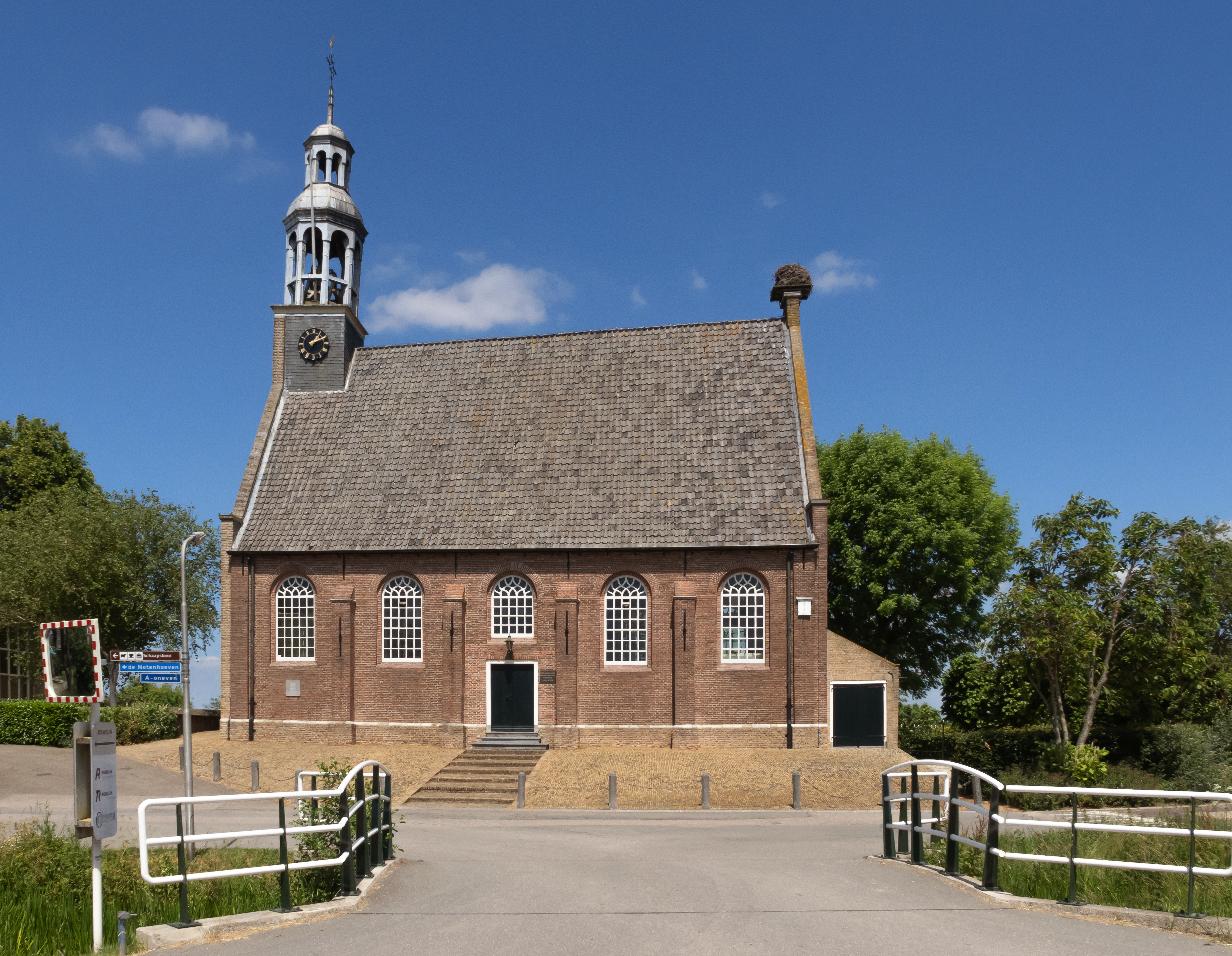
Ottoland, l'église protestante

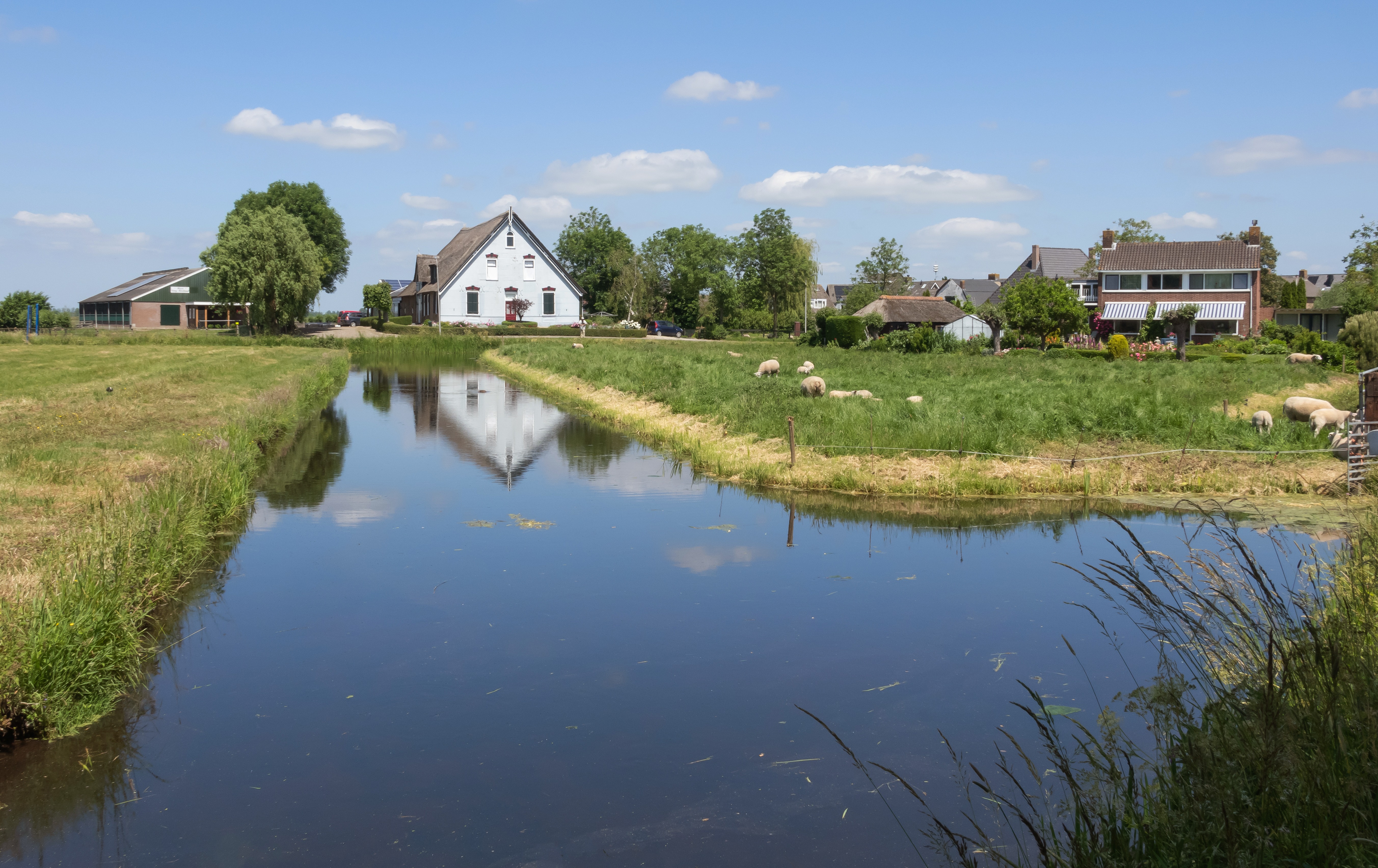
Vue sur ferme dans le polder près Ottoland